# Koto Baru Nan Xx
Koto Baru Nan Xx is een bestuurslaag in het regentschap Padang van de provincie West-Sumatra, Indonesië. Koto Baru Nan Xx telt 7071 inwoners (volkstelling 2010).